# Hyuna
Hyuna, spesso reso graficamente come HyunA, pseudonimo di Kim Hyun-ah (김현아?, 金泫我?, Gim Hyeon-aLR, Kim HyŏnaMR; Seul, 6 giugno 1992), è una cantautrice e rapper sudcoreana, membro del duo Trouble Maker, membro del trio Triple H e solista. Nel 2007 è stata membro del gruppo musicale Wonder Girls, mentre per sette anni è stata membro del gruppo 4Minute, formatosi nel 2009 e scioltosi nel 2016.

## Biografia

### Primi anni
Hyuna nasce il 6 giugno 1992 a Seul, in Corea del Sud. Ha frequentato la Choongam Middle School e la Korea High School of Music and Arts, e attualmente studia presso la Kyunghee University, specializzandosi in storia dell'arte e ricevendo un'ammissione speciale. Ha tre tatuaggi: uno sulla spalla sinistra, che dice "My mother is the heart, that keeps me alive" (Mia madre è il cuore, che mi tiene in vita), uno con scritto "fatum" (destino), e uno sulla parte interna del braccio destro con scritto "Tempus", che significa Tempo in latino.

### Wonder Girls
Nel febbraio 2007, HyunA debuttò con le Wonder Girls, sotto contratto con la JYP Entertainment, nel programma Show! Music Core della rete MBC, esibendosi con "Irony", il singolo hip-hop tratto dal loro primo album singolo, The Wonder Begins. Con gli altri membri, partecipò al programma televisivo MTV Wonder Girls, per presentare il gruppo al pubblico. A luglio dello stesso anno abbandonò il gruppo, dopo che i suoi genitori la ritirarono poiché preoccupati per la sua gastroenterite cronica e i ripetuti svenimenti.

### 4Minute

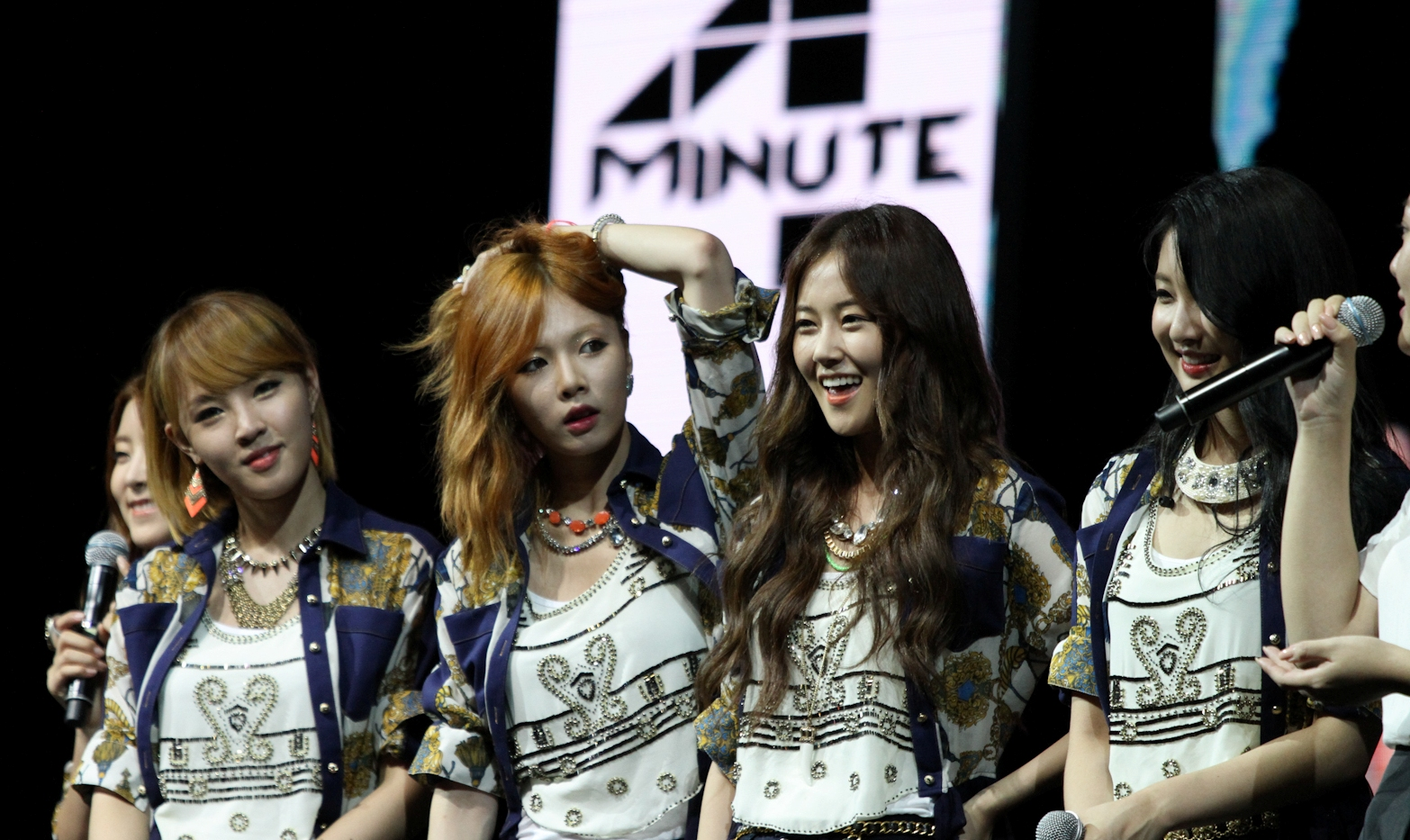
Le 4Minute nel luglio 2012.

Dopo aver lasciato le Wonder Girls, nel 2008 passò alla Cube Entertainment, che l'annunciò come membro delle 4Minute a maggio 2009; prima dell'annuncio ufficiale, il gruppo veniva chiamato "Gruppo di HyunA". La Cube Entertainment pubblicò un'anteprima per il loro primo singolo "Hot Issue" il 10 giugno, singolo che debuttò poi il 18 giugno nel programma televisivo M! Countdown. Il 20 agosto 2009 il gruppo pubblicò il primo EP For Muzik, insieme al secondo singolo "Muzik". Dopo il periodo di promozione, il gruppo pubblicò un nuovo EP intitolato Hit Your Heart, uscito il 19 maggio 2010. Dopo quasi un anno di pausa, il gruppo pubblicò il loro primo album coreano dal titolo 4Minutes Left. L'album e i loro due singoli promozionali mantennero la loro posizione nelle top 10 di varie classifiche coreane. Dopo la promozione del primo album, il gruppo si concentrò sulle attività in Giappone. Il gruppo tornò il 9 aprile 2012 con un terzo EP, Volume Up, che arrivò in cima alle classifiche musicali. Il 26 aprile 2013 pubblicarono il quarto EP Name Is 4Minute. Il 17 marzo 2014 pubblicarono il quinto EP 4Minute World.

### Trouble Maker
Nel novembre 2011 formò con Hyunseung dei Beast la band Trouble Maker. Il 25 novembre 2011 pubblicarono la prima immagine teaser e il 1º dicembre debuttarono con l'EP Trouble Maker. Le performance live del duo furono criticate dai media per le coreografie sessualmente suggestive: la Cube Entertainment, pertanto, alterò le coreografie. Dopo una lunga pausa, il 4 ottobre 2013 la Cube Entertainment annunciò il ritorno sulle scene, fissato per il 24 ottobre, dei Trouble Maker. Il 28 ottobre, il duo pubblicò il singolo "Now (There Is No Tomorrow)", tratto dal loro secondo EP Chemistry.

### Attività da solista
Nel 2009, HyunA collaborò con Lee Gi-kwang per la canzone "2009", tratta dal suo album di debutto First Episode: A New Hero, e apparve nel video musicale del suo primo singolo "Dancing Shoes", pubblicato il 30 marzo 2009. Il 13 agosto eseguì le parti rap della canzone "Wasteful Tears" di Navi e apparve nel suo video musicale. Inoltre apparve in quello di "Love Class" dei Mighty Mouth con Uee e, il 18 agosto 2009, in quello di "Bittersweet" di Brave Brothers, M, Maboos, Red Roc e Basick.
Partecipò al Dream Team Girl Group per Samsung's Anycall, formando le 4Tomorrow con Seungyeon delle KARA, Uee delle After School e Ga-in delle Brown Eyed Girls. Insieme pubblicarono il singolo "Tomorrow" il 6 ottobre 2009 e il suo video musicale il 12 ottobre, in cui apparve l'attore Lee Dong-gun, che recitò anche nelle versioni individuali, stile drama, di ciascun membro; la versione di HyunA uscì il 27 ottobre. Entrò nel cast di Invincible Youth: tuttavia, l'11 giugno 2010, dovette abbandonare il reality show a causa delle attività oltreoceano delle 4Minute.

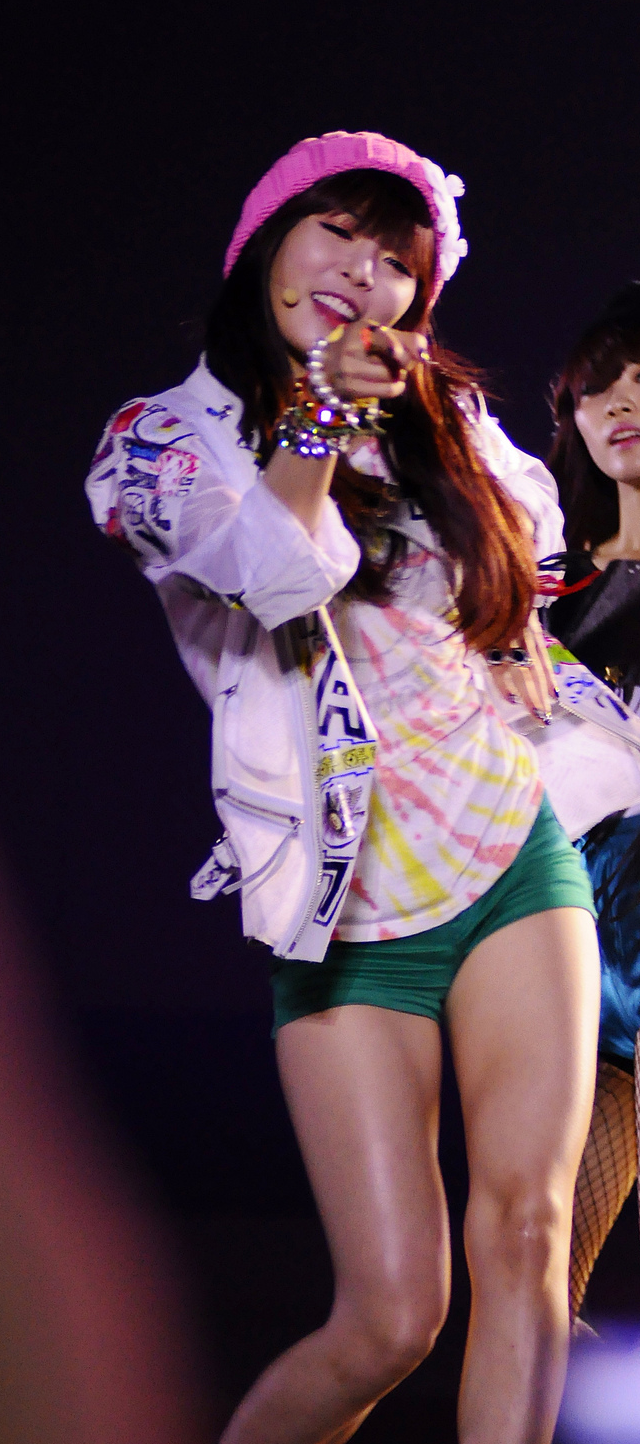
HyunA in concerto in Vietnam, nel novembre 2012

Il 4 gennaio 2010, HyunA debuttò come solista, pubblicando il singolo Change che arrivò in cima a varie classifiche online. La canzone raggiunse la quattordicesima posizione nelle classifiche annuali digitali Gaon 2010 con 2 469 354 copie vendute. Tuttavia, il 14 gennaio, il video musicale di Change fu contrassegnato con un 19+ a causa della danza provocante della cantante, giudicandolo inadeguato ai minori; la SBS, invece, ridusse il limite a 15+. Nonostante la Cube Entertainment avesse dichiarato che il video sarebbe stato modificato e sottoposto ad approvazione, la MBC affermò che esso era visibile da tutti. Le promozioni per Change terminarono a marzo 2010.
Il 10 febbraio 2010 pubblicò il singolo digitale "Love Parade" con Park Yun-hwa dei T-Max, mentre il 16 aprile il singolo digitale "Outlaw in the Wild" con Nassun. Il 14 ottobre 2010, fece una breve apparizione nel film thriller Sim-ya-ui FM con Ji-hyun e, il 10 novembre, pubblicò "Say You Love Me", duetto con G.NA, in cui scrisse e compose le parti rap. Il brano ottenne in poco tempo un discreto successo.
Nel 2011 la Cube Entertainment annunciò il ritorno sulle scene di HyunA per maggio. Dopo diversi teaser, venne pubblicato il suo primo EP da solista, Bubble Pop!, contenente cinque tracce. Il video musicale della title track fu pubblicato il 5 luglio 2011, dopo un teaser del 30 giugno; ad esso partecipa anche Lee Joon dei MBLAQ. Le promozioni si conclusero prematuramente, poiché, nel mese di agosto, la Korea Communications Standards Commission vietò, parzialmente, la trasmissione televisiva del video per il contenuto presunto "vivace". Nel frattempo, collaborò con Heo Young-saeng dei SS501 per il suo EP da solista Let It Go, e partecipò all'edizione sudcoreana del programma televisivo Dancing with the Stars il 10 giugno.
Il 28 settembre 2011, HyunA si classificò 17ª su '21 Under 21′ di Billboard. Il pezzo "Bubble Pop, tratto dal suo EP omonimo, fu nono e terzo su "Best 20 Songs of 2011" e "SPIN's Favorite Pop Tracks of 2011" della rivista statunitense Spin.
Il 12 febbraio 2012 fu annunciato che HyunA avrebbe preso parte alla seconda stagione di The Birth of a Family, programma televisivo in cui le persone famose si prendono cura di animali randagi per un certo periodo di tempo, a partire dal 3 marzo, insieme a G.NA: le due si prenderanno cura di cucciolo di animale per due mesi. Il 14 marzo fu reso pubblico il lancio del marchio di abbigliamento "Hyuna x SPICYCOLOR"; la stessa HyunA si rivelò soddisfatta, affermando di aver lavorato duramente per creare qualcosa che fosse alla moda, e aggiunse di aver preso ispirazione dal look degli anni 1950-1960. Sempre nel 2012, venne scelta personalmente da Psy durante la produzione per partecipare come ballerina e protagonista femminile al video musicale di "Gangnam Style". Successivamente collabora con lo stesso PSY, cantando in duetto il singolo "Oppa Is Just My Style", versione femminile di "Gangnam Style".
Il 21 ottobre 2012 pubblicò il suo secondo EP Melting con la title track "Ice Cream". Nel video musicale di "Ice Cream", uscito il 22 ottobre, fa una breve comparsa PSY. Quattro giorni dopo la sua pubblicazione, il video ottenne dieci milioni di visualizzazioni su YouTube. Le canzoni "To My Boyfriend" e "Very Hot", contenute nell'EP, furono scritte e composte con l'aiuto di HyunA. Nello stesso mese, fu vietata la trasmissione del brano "Very Hot" dalle reti televisive KBS e MBC. A novembre 2012 viene scelta, insieme a Hara delle KARA e Hyolyn delle SISTAR, come modella per Lotte Liquor.
Nella puntata del 21 ottobre 2012 di Inkigayo fu rivelato un video teaser, in cui venne detto che venti dei più ricercati cantanti k-pop avrebbero formato quattro nuovi gruppi per il progetto annuale in cui i profitti derivanti da streaming online e il download delle canzoni vengono donati alle persone bisognose. HyunA formò il gruppo Dazzling Red con Hyolyn delle SISTAR, Hyoseong delle Secret, Nana delle After School e Nicole delle KARA. Il brano "This Person", composto da Brave Brothers, fu pubblicato il 27 e eseguito per una volta sola il 29 dicembre. Inoltre, il 28 dicembre, collaborò con Eru per il singolo digitale "Don't Hurt".
Il 18 febbraio 2013 fu scelta come nuova modella per il marchio G by Guess, e il 7 marzo come testimonial per la Toyota Corolla: per l'occasione scrisse la canzone My Color, utilizzata come colonna sonora nello spot internazionale dell'autovettura, il cui video musicale uscì il 12 marzo, dopo un teaser dell'8 marzo.
Il 27 aprile fu ospite nel programma Saturday Night Live Korea e il 24 maggio, come portavoce del marchio G by Guess, insieme al make-up artist di SON & PARK, avviò delle attività di beneficenza, "KISS OF HOPE", i cui proventi furono devoluti alla formazione dei bambini nei paesi poveri.
L'11 marzo 2014 si esibì al SXSW 2014 Music Festival a Austin, in Texas come parte del "K-Pop Night Out". Successivamente partì per Los Angeles per girare uno sketch di Funny or Die con Rita Ora. Il 28 marzo fu scelta come modella per il videogioco Netmarble Mystic Fighter.
Il 26 giugno fu diffusa la notizia del suo ritorno sulle scene a luglio. Il 16 luglio furono pubblicate in rete delle immagini teaser che mostrano HyunA che annuncia l'uscita del suo terzo EP chiamato A Talk il 28 luglio 2014.

### 2016-2020: Scioglimento delle 4minute, A'wesome, Triple H, Following

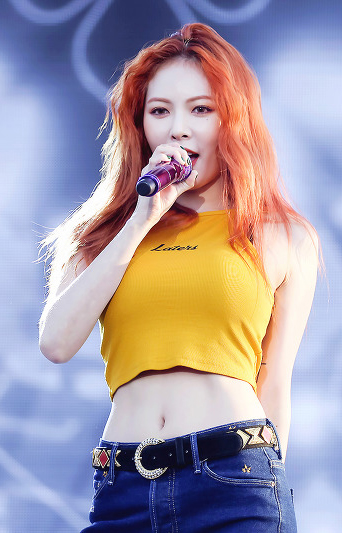
Hyuna nel 2017

Il 13 giugno 2016, è stato annunciato che le 4Minute hanno deciso di sciogliersi. La Cube Entertainment rappresentante ha dichiarato: "La data di fine contratto, i membri sono stati in discussioni per il rinnovo, ma l'agenzia ha cercato di persuaderle per continuare il gruppo, ma alla fine hanno finito per accettare la decisione dei cinque membri che non continueranno come un gruppo. A causa della diverse opinioni dei membri, per tutti gli effetti, il gruppo si scioglie". Hyuna è l'unico membro del gruppo che ha rinnovato il suo contratto con l'agenzia.
Hyuna riprende la sua attività come solista, con il suo quinto mini album A'wesome che esce il 1º agosto 2016. È anche protagonista nel suo reality show chiamato HyunA X19.
Per festeggiare il suo decimo anniversario, Hyuna annuncia un fan-meeting tour in Nord America, visitando 10 città nel febbraio 2017. Dal 1º maggio 2017 Hyuna fa parte del gruppo Triple H, con Hui e E'Dawn dei Pentagon. Il 29 agosto 2017 ritorna con il suo sesto mini album Following e con la title track Babe, e per commemorare al meglio il decimo anniversario, il 4 dicembre, fa comeback con il singolo Lip & Hip.
Il 2 agosto 2018 ha dichiarato di avere una relazione dal maggio 2016 con il membro dei Pentagon e Triple H, E’Dawn. A causa di questo, la Cube Entertainment annunciò che Hyuna e E'Dawn erano stati lincenziati.
Il 27 gennaio 2019, firma insieme a E'Dawn con la P Nation, agenzia fondata da Psy, da quando lui ha lasciato la YG Entertainment nel maggio 2018.
Il 5 novembre 2019, rilascia il singolo Flower Shower, primo singolo sotto la sua nuova etichetta discografica, che ottiene discreto successo in Corea e diventando una smash-hit in Cina.
Nel 2020, la cantante é impegnata con la sua carriera da modella per compagnie come Calvin Klein e MBL Korea. 
A fine 2020 annuncia l’uscita del nuovo singolo “Good Girl” che però è stato rimandato per via delle sue condizioni di salute.

### 2021- presente
Il 28 gennaio ritorna con il suo settimo mini album I'm Not Cool, (che inizialmente doveva essere il suo primo album in studio) con l'omonima title track e "Good Girl".
A settembre 2021, rilascia l'EP 1+1=1, con il rapper coreano (e fidanzato) Dawn, con il rilascio del singolo "Ping Pong".
Nel 2022, dopo la partecipazione a diversi festival musicali coreani e vari shows, viene rilasciato il suo ottavo mini album Nabillera, con l'omonima title track. 
A fine 2022, la P Nation annuncia il termine del contratto di Hyuna, che deciderà di non rinnovare. 
Sempre nel 2022, la cantante dichiara di aver terminato la sua relazione amorosa con Dawn, rimanendo però in buoni rapporti.  
Nel 2023, Hyuna firma un contratto con l'etichetta discografica At Area, rilasciando nel 2024 il nono mini album "Attitude".

## Discografia
Di seguito, le opere di Kim Hyun-ah come solista. Per le opere con le Wonder Girls, le 4Minute e i Trouble Maker, si veda Discografia delle Wonder Girls, Discografia delle 4Minute e Discografia dei Trouble Maker.

### EP
- 2011 – Bubble Pop! (Cube Entertainment, Universal Music Group)
- 2012 – Melting (Cube Entertainment, Universal Music Group)
- 2014 – A Talk (Cube Entertainment, Universal Music Group)
- 2015 – A+ (Cube Entertainment, Universal Music Group)
- 2016 – A'wesome (Cube Entertainment, Universal Music Group)
- 2017 – Following (Cube Entertainment, Universal Music Group)
- 2021 – I'm Not Cool (P Nation)
- 2021 – 1+1=1 (P Nation) - con Dawn
- 2022 – Nabillera (P Nation)
- 2024 – Attitude (At Area)

## Filmografia

### Cinema
- Sim-ya-ui FM (심야의 FM?), regia di Kim Sang-man (2010)

### Televisione
- Show! Music Core, programma TV (2007)
- Invincible Youth, programma TV (2009-2010)
- Waving the Korean Flag (2010)
- Dancing with the Stars, talent show (2011)
- Birth of a Family 2, reality TV (2012)
- Hyuna's Free Month, documentario (2014)
- Hyuna X 19, documentario (2016)
- Triple H Detective Agency, programma TV (2017)
- The Unit: Idol Rebooting Project , reality TV (2017-2018)

## Videografia
Oltre che nei suoi videoclip, quelli delle 4Minute e in quelli dei Trouble Maker, HyunA è apparsa anche nei seguenti video:
- 2009 – Dancing Shoes, videoclip di Lee Gi-kwang
- 2009 – Love Class, videoclip dei Mighty Mouth
- 2009 – Tomorrow, videoclip delle 4Tomorrow
- 2009 – Bittersweet, videoclip di Brave Brothers, M, Maboos, Red Roc e Basick
- 2012 – Maker, videoclip di Roh Ji-hoon
- 2012 – Win The Day, videoclip del singolo di Team SIII (2PM, 4Minute, MBLAQ, miss A, Dal Shabet, Sistar, ZE:A, Nine Muses e B1A4)
- 2012 – Gangnam Style, videoclip di Psy
- 2015 – You Know, videoclip di Jay Park featuring Okasian

## Riconoscimenti
Di seguito, i premi ricevuti solo da HyunA. Per i premi ricevuti insieme alle Wonder Girls, le 4Minute e i Trouble Maker, si veda Premi e riconoscimenti delle Wonder Girls, Premi e riconoscimenti delle 4Minute e Premi e riconoscimenti dei Trouble Maker.
| Anno                             | Premio                                        | Ricevente                        | Risultato       |
| -------------------------------- | --------------------------------------------- | -------------------------------- | --------------- |
| Golden Disc Awards               |                                               |                                  |                 |
| 2014                             | Digital Bonsang                               | "Red"                            | Vincitore/trice |
| Circle Chart Music Award         |                                               |                                  |                 |
| 2010                             | Streaming Award                               | "Change"                         | Vincitore/trice |
| BreakTudo Awards 2018            |                                               |                                  |                 |
| 2018                             | K-pop Female Artist                           | Kim Hyun-ah                      | Candidato/a     |
| Herald Donga TV Lifestyle Awards |                                               |                                  |                 |
| 2012                             | Hot Icon Award                                | N.D.                             | Vincitore/trice |
| Mnet Asian Music Awards          |                                               |                                  |                 |
| 2010                             | Best Dance Performance – Solo                 | "Change"                         | Candidato/a     |
| 2011                             | Best Dance Performance – Solo                 | "Bubble Pop!"                    | Vincitore/trice |
| 2012                             | Best Dance Performance – Solo                 | "Ice Cream"                      | Candidato/a     |
| 2012                             | Mnet Asian Music Award for Best Collaboration | "Trouble Maker" (with Hyunsaeng) | Vincitore/trice |
| 2012                             | Song of the Year                              | "Ice Cream"                      | Candidato/a     |
| 2014                             | Song of the Year                              | "Red"                            | Candidato/a     |
| 2014                             | Best Dance Performance – Solo                 | "Red"                            | Candidato/a     |
| 2014                             | Artist of the Year                            | Kim Hyun-ah                      | Candidato/a     |
| 2014                             | Best Female Artist                            | Kim Hyun-ah                      | Candidato/a     |
| 2015                             | UnionPay Artist of the Year                   | Kim Hyun-ah                      | Candidato/a     |
| 2015                             | Best Female Artist                            | Kim Hyun-ah                      | Candidato/a     |
| 2015                             | UnionPay Song of the Year                     | "Roll Deep"                      | Candidato/a     |
| 2015                             | Best Dance Performance – Solo                 | "Roll Deep"                      | Vincitore/trice |
| 2016                             | Best Dance Performance – Solo                 | "How's This?"                    | Candidato/a     |
| 2016                             | UnionPay Song of the Year                     | "How's This?"                    | Candidato/a     |
| 2016                             | UnionPay Artist of the Year                   | Kim Hyun-ah                      | Candidato/a     |
| 2017                             | Song of the Year                              | "Babe"                           | Candidato/a     |
| 2017                             | Best Dance Performance – Solo                 | "Babe"                           | Candidato/a     |
| 2018                             | Best Dance Performance – Solo                 | "Lip & Hip"                      | Candidato/a     |
| Melon Music Awards               |                                               |                                  |                 |
| 2012                             | Global Star Award                             | Kim Hyun-ah                      | Candidato/a     |
| 2017                             | MBC Music Star Award                          | Hyuna                            | Vincitore/trice |
| Mnet 20's Choice Awards          |                                               |                                  |                 |
| 2012                             | 20's Performance                              | Kim Hyun-ah                      | Vincitore/trice |
| SBS MTV Best of the Best         |                                               |                                  |                 |
| 2012                             | Best Global                                   | Hyuna                            | Candidato/a     |
| 2012                             | Best Solo Female                              | Hyuna                            | Candidato/a     |
| 2012                             | Best Cameo                                    | "Gangnam Style"                  | Candidato/a     |
| 2012                             | Best Collaboration with PSY                   | "Oppa Is Just My Style"          | Candidato/a     |
| 2014                             | Best Solo Female                              | Kim Hyun-ah                      | Candidato/a     |
| 2014                             | Best Sexy Video                               | "Red"                            | Candidato/a     |
| Seoul Music Award                |                                               |                                  |                 |
| 2013                             | Bonsang Award                                 | "Ice Cream"                      | Candidato/a     |
| 2013                             | Popularity Award                              | "Ice Cream"                      | Candidato/a     |
| 2015                             | Dance Performance Award                       | "Red"                            | Vincitore/trice |
| YinYueTai V-Chart Awards         |                                               |                                  |                 |
| 2013                             | Best Korean Female Artist                     | Kim Hyun-ah                      | Vincitore/trice |
| World Music Awards               |                                               |                                  |                 |
| 2014                             | World's Best Female Artist                    | Kim Hyun-ah                      | Candidato/a     |
| 2014                             | World's Best Live Act                         | Kim Hyun-ah                      | Candidato/a     |
| 2014                             | World's Best Entertainer of the Year          | Kim Hyun-ah                      | Candidato/a     |